# Seznam arcijáhnů Metropolitní kapituly u svatého Václava v Olomouci
- 1167	Radovan
- 1174–1189	Balduin
- 1189–1194	Engelbert
- ?–1201	Valter
- 1201–1207	Zbyhněv
- 1207–1240	Radoslav
- 1240–1245	Milo
- 1245–1261	Bartoloměj
- 1262–1266	Štěpán
- 1268–1272	Jan
- 1272–1282	Cyrus

- 1282–1301	Bedřich
- 1302	Ondřej
- 1302–1307	Ranožír
- 1318–1331	Jan
- 1330–1336	Ondřej
- 1338–1352	Vítek
- 1355–1360	Hynek z Bítova
- 1365–1370	Mikuláš z Mikulovic
- 1376–1382	Daniel
- 1389–1393	Jan z Kaplic
- 1393	František z Benešova
- 1393–1399	Mikuláš z Bořečnice
- 1399	Jan z Jemnice

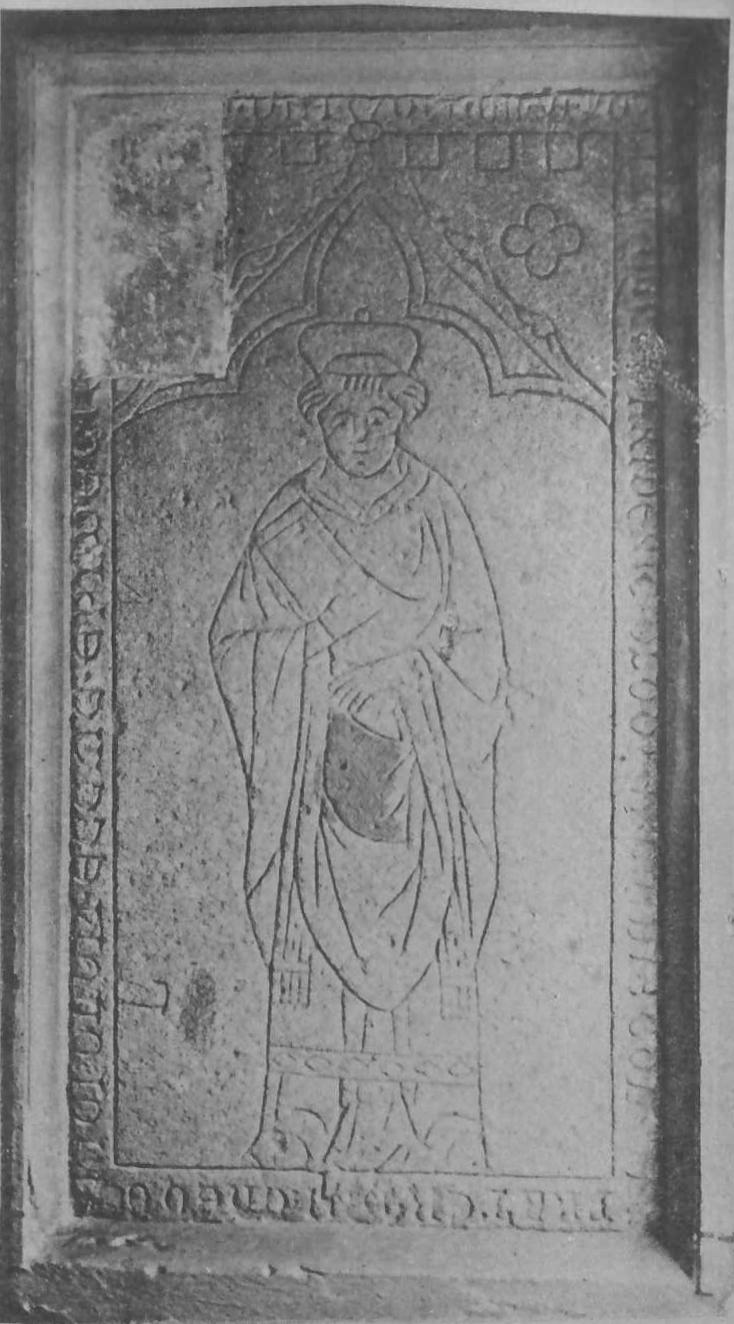
Náhrobek arcijáhna Bedřicha.

- 1401–1415	Ondřej z Německého Brodu
- 1436–1451	Martin z Dobřan
- 1459–1480	Jan Reiff
- 1482–1490	Konrád Fürstenstein
- 1490–1492	Konrád Altheymer
- 1492–1512	Jan z Jemnice
- 1512–1513	Tomáš Roshansl
- 1513–1541	Jan Dubravius
- 1541–1542	Michal Prus
- 1542–1549	Jan Perger z Pergu
- 1549–1551	Šimon Rosentritt
- 1551–1552	Havel z Hartinkova
- 1552–1580	Martin Schmolcer
- 1580–1589	Zikmund Míska z Herburtovic
- 1589–1591	Melchior Pyrnesius z Pyrnu
- 1591–1596	Theodor Engels z Gymnichu
- 1597–1605	Ulrich Rietman
- 1605–1608	Benedikt Knauer
- 1608–1609	Martin Václav z Greifenthalu
- 1609–1612	Jan Valerius
- 1612–1624	Julius Caesar Ginnanus
- 1624–1636	Filip Fridrich Breuner
- 1636–1642	Zikmund Miutini ze Spillimbergu
- 1642–1650	Klaudius Sorina
- 1650–1657	Petr Requesens
- 1657–1663	Jan Gobbar
- 1663–1668	Jan Vilém Libštejnský z Kolovrat
- 1668–1669	Ondřej Dirre
- 1669–1692	Jiří Bedřich Salburg
- 1692–1696	Maxmilián Adam z Lichtenštejna-Kastelkornu
- 1696–1700	Karel Kinský
- 1700–1703	Jan Kryštof Vilém Thürnheimb
- 1704–1727	Alexander Rudolf za Šlesviku
- 1727–1731	Jan Felix Želecký
- 1731–1746	Jan Matěj z Turri
- 1748–1752	Leopold Friedrich Egckh
- 1752–1766	Jan Josef Podstatský
- 1766–1767	Jan Karel Scherfenberg
- 1767–1776	Jan Václav Xaver Frey von Freyenfels
- 1776–1777	František Šubíř z Chobyně
- 1778–1806	Jan Maria Vetter
- 1806–1812	Alois Josef Krakovský z Kolovrat
- 1813–1828	Jan Sereny
- 1828–1831	Antonín Rittersburg
- 1832–1837	Jan Křtitel Peteani ze Steinbergu
- 1837–1843	Antonín Butz z Rollsbergu
- 1844–1860	Filip Szapary
- 1860–1864	Vilém Schneeburg
- 1864–1871	Jan Kazimír Wiedersperger z Wiederspergu
- 1871–1879	Gustav de Belrupt-Tyssac
- 1879–1891	Vincenc Konopka
- 1891–1895	Josef Hanel
- 1895–1903	Antonín Klug
- 1903–1905	Ignác Haas
- 1905–1908	Adam Potulicki
- 1908–1913	Rudolf Linde
- 1913–1921	Max Mayer von Wallerstein
- 1923–1930	Zikmund Václav Halka-Ledóchowski
- 1930–1932	Josef Schinzel
- 1932–1935	Rudolf Mels-Colloredo
- 1935–1940	Jan Martinů
- 1944–1946† Josef Kraft
- 1975–1989† František Gavlas